# Звезде Гранда (14. сезона)
Четрнаеста сезона Звезда Гранда одржава се током 2019. и 2020. године. Жири у овој сезони чине Драган Стојковић Босанац, Ана Бекута, Јелена Карлеуша, Марија Шерифовић, Вики Миљковић, Ђорђе Давид и гостујући ментори из првог круга. Ово је друга сезона у којој је уведен менторски формат такмичења. И у овој сезони сваки члан жирија ће да формира свој тим такмичара које ће да обучава, тако да осим такмичара, такмичиће се и ментори. Разлика у односу на 13. сезону је што Саша Поповић и Снежана Ђуришић неће бити у улози продукцијских ментора, већ ће уместо њих у свакој емисији бити гостујући ментор, који ће такође моћи да изабере неке од кандидата и обучава их за наредне кругове такмичења. Од другог круга, Снежана се враћа у улогу члана жирија са правом гласа.

## Тимови
Боје
| - Кандидат одустао од такмичења - 2. круг - 3. круг - Квалификације за 4. круг - 4. круг - 5. круг - 6. круг - Четвртфинале - Полуфинале - Финале |

| Ана Бекута                      |                              |                              |                                |                            |                                 |
| 1. Маризела Хрнчић              | 2. Александар Мисојчић       | 3. Јелена Проле              | 4. Лана Рајак                  | 5. Азра Хусаркић           | 6. Магдалена Костић             |
| 7. Лидија Савић                 | 8. Марина Панић              | 9. Наташа Воденичар          | 10. Нермина Лукавачкић         | 11. Душица Тричковић       | 12. Маријан Грачанин            |
| 13. Магдалена Стојановић        | 14. Мирсад Мустафоски        | 15. Ивана Богићевић          | 16. Абида Милкунић             | 17. Алмин Селимовић        | 18. Јусуф Шинголи               |
| 19. Стефан Голубовић            | 20. Данка Драговић           | 21. Јована Миленковић        | 22. Дуња Спасић                | 23. Тарик Јашар            | 24. Страхиња Живановић          |
| Драган Стојковић Босанац        |                              |                              |                                |                            |                                 |
| 1. Никола Анђелковић            | 2. Јосип Лукач               | 3. Бојан Павловић            | 4. Санел Османовић             | 5. Зоран Петровић          | 6. Данијел Трајковић            |
| 7. Мања Марковић                | 8. Немања Рајак              | 9. Душан Витасовић           | 10. Никола Петрачковић         | 11. Лидија Чакаревић       | 12. Филип Јовановић             |
| 13. Хамза Соколовић             | 14. Алдин Османковић         | 15. Санела Марковић          |                                |                            |                                 |
| Марија Шерифовић                |                              |                              |                                |                            |                                 |
| 1. Валентина Кузмановић         | 2. Милена Ђукић              | 3. Филип Василевски          | 4. Самир Алебић                | 5. Мустафа Мехић           | 6. Стефан Крстић                |
| 7. Харис Мујевић                | 8. Марица Ђукић              | 9. Кристијан Ибић            | 10. Жељко Вукчевић             | 11. Денис Ахметовић        | 12. Тамара Пешић                |
| 13. Јован Марковић              | 14. Ален Ајетовић            | 15. Маја Милутиновић         | 16. Едис Достовић Струја       | 17. Мартин Ајдаревић       | 18. Никша Шутало                |
| 19. Ханад Џехверовић            | 20. Тамара Селимовић         | 21. Сања Величковић          | 22. Крстиња Тодоровић          | 23. Сауд Прљача            | 24. Вања Кнежевић               |
| 25. Наташа Лазић                | 26. Данијел Ајетовић         | 27. Алдин Авдијај            | 28. Маја Ђорђевић              | 29. Сања Костић            | 30. Џенан Махмутовић            |
| 31. Александар Љубичић          | 32. Никола Станишић          | 33. Стела Раде               | 34. Никола Стојановић          | 35. Слађа Зубчевић         | 36. Милош Ковачевић             |
| 37. Садик Хасановић             | 38. Ема Аљукић               | 39. Бошко Николић            |                                |                            |                                 |
| Јелена Карлеуша                 |                              |                              |                                |                            |                                 |
| 1. Валентина Рубин              | 2. Анђела Тасић              | 3. Тања Чукић                | 4. Теа Шуфта                   | 5. Ирма Хасић              | 6. Марио Арангеловски           |
| 7. Сара Рајак                   | 8. Андријана Стојановић Цица | 9. Ена Таловић               | 10. Белма Хусеинефендић        | 11. Маја Радовановић       | 12. Исхак Исабеговић            |
| 13. Немања Ђурђевић             | 14. Кристијан Марковски      | 15. Дејан Силјаноски         | 16. Анастасија Сташа Бранковић | 17. Џенан Главинић         | 18. Тијана Танасић              |
| 19. Екрем Пелеш                 | 20. Софија Ђекић             | 21. Татјана Непричић         | 22. Ђурђица Китић              | 23. Мартин Ибић            | 24. Мелика Морањкић             |
| 25. Јована Раичевић             | 26. Дијана Чобић             | 27. Аднан Которић            | 28. Анђела Томић               | 29. Наталија Јоксимовић    | 30. Маријана Чобанов            |
| 31. Милица Пантић               | 32. Сања Тодоровић           | 33. Немања Петровић          | 34. Теа Стошевска              | 35. Ивана Димковски        | 36. Петар Баровић               |
| 37. Надица Вермезовић           | 38. Јулија Михајловић        | 39. Милош Драговић           | 40. Наташа Милинчић            | 41. Мелиса Алихоџић        | 42. Марија Данева               |
| 43. Анастасија Ићуруп           |                              |                              |                                |                            |                                 |
| Ђорђе Давид                     |                              |                              |                                |                            |                                 |
| 1. Стефан Величковски           | 2. Ади Бегић                 | 3. Сања Бобан                | 4. Никола Ђокић                | 5. Бобан Лазић             | 6. Зоран Борковац               |
| 7. Александар Праизовић         | 8. Александар Јосифовски     | 9. Адин Ковачевић            | 10. Јасмин Арнаут              | 11. Ненад Нецоне Дмитровић | 12. Аднан Јерлагић              |
| 13. Марко Петковић              | 14. Ана Влајић               | 15. Невена Петронић          | 16. Јована Милојевић           | 17. Иван Мамучевски        | 18. Ријад Рахмановић            |
| 19. Алем Бајровић               | 20. Дана Бушић               | 21. Мухамед Демировић        | 22. Александра Јанићијевић     | 23. Кристина Костић        | 24. Мухарем Хадровић            |
| 25. Анастасија Станковић        | 26. Александар Пралица       | 27. Жарко Маџић              | 28. Марта Јовичић              |                            |                                 |
| Вики Миљковић                   |                              |                              |                                |                            |                                 |
| 1. Емра Захировић               | 2. Стеван Маџаревић          | 3. Марко Поповић             | 4. Јована Марковић             | 5. Миљан Мандић Манда      | 6. Лејла Брчаниновић            |
| 7. Оливер Мијановић             | 8. Кристина Калић            | 9. Даниел Васић              | 10. Асим Селимовић             | 11. Никола Симеуновић      | 12. Мелани Дурмић               |
| 13. Един Незиров                | 14. Александар Темелков      | 15. Бранка Шаула             | 16. Гоце Бошковски Чоки        | 17. Зоран Јанковић         | 18. Лазар Петровић              |
| 19. Стефан Милићевић            | 20. Кристина Радосављевић    | 21. Станимир Цакић           | 22. Милан Стојчиновић          | 23. Ахмед Демировић        | 24. Мите Стоилков               |
| 25. Властимир Јанковић          | 26. Анђела Костић Чупа       | 27. Велид Ханџић             | 28. Драгана Јовић              | 29. Новица Булатовић       | 30. Огњен Чворовић              |
| 31. Александра Дабић            | 32. Елсан Пилица             | 33. Милица Николић           | 34. Армин Хуремовић            | 35. Светлана Ђукић         |                                 |
| Снежана Ђуришић                 |                              |                              |                                |                            |                                 |
| 1. Александра Ђоровић           |                              |                              |                                |                            |                                 |
| Саша Поповић                    |                              |                              |                                |                            |                                 |
| 1. Александар & Димитрије Казић |                              |                              |                                |                            |                                 |
| Александар Милић Мили           |                              |                              |                                |                            |                                 |
| 1. Никола Китић                 | 2. Иван Рајић                | 3. Јасмина Васић             | 4. Павле Павловић              | 5. Никола Сретеновић       | 6. Снежана Качар                |
| 7. Анђела Качар                 | 8. Нале Флејм                | 9. Бојан Давидовић           | 10. Анђела Костић              | 11. Јелена Ранковић        | 12. Александар Ранковић         |
| 13. Адин Паро                   | 14. Енсар Хоџић              | 15. Синиша Митровић          | 16. Мина Илић                  | 17. Александар Стојановић  | 18. Никола Алексић              |
| 19. Јована Лазаревић            | 20. Зорја Пајић              | 21. Емир Брунчевић           | 22. Сидик Шабановић            | 23. Ђорђе Башарић          | 24. Аријана Келечевић           |
| 25. Алмин Џанковић              | 26. Анастасија Дабановић     | 27. Стефан Благојевић Деспот | 28. Азмир Халиловић            | 29. Алекса Радојичић       | 30. Смиљан Шамија               |
| 31. Дино Пузовић                | 32. Ђорђе Јовановић          | 33. Лука Мискулин            | 34. Медина & Емина Ивазовић    | 35. Варја Топаловић        | 36. Далибор Миловановић         |
| 37. Стефан Бабић                | 38. Елмин Јањош              | 39. Исак Шабановић           | 40. Никола Нани                | 41. Алекса Петрески        | 42. Данијел Ђукић               |
| 43. Марија Груевска             | 44. Стефан Ђорђевић          | 45. Елена Миленковска        | 46. Ирина Арсенијевић          | 47. Ахмед Карић            | 48. Александра Ђорђевић Абсолут |
| 49. Нермина Мамановић           | 50. Срђан Станић             | 51. Зорана Мићановић         | 52. Стефан Живковић            | 53. Дијана Михајловић      | 54. Благица Дзунзуровска        |
| 55. Тијана Аврамовић            | 56. Дијана Хазировић         | 57. Ивона Дамјановић         |                                |                            |                                 |
| Гостујући ментори               |                              |                              |                                |                            |                                 |
| Ален Адемовић                   | 1. Азиз Рамић                |                              |                                |                            |                                 |
| Слађа Алегро                    | 1. Ена Радојичић             | 2. Филип Јанчић              |                                |                            |                                 |
| Сале Тропико                    | 1. Александар Поповић        | 2. Ема Стојанчић             | 3. Тамара Радмиловић           | 4. Соња Илић               | 5. Немања Младићевић            |
| Енес Беговић                    | 1. Ивана Цвикић              | 2. Јована Пантић             | 3. Сања Ђорђевић               | 4. Аднан Кадрић            |                                 |
| Дара Бубамара                   | 1. Ирена Радуловић           | 2. Азра Мехмедовић           | 3. Стефан Милинковић           | 4. Јован Китић             |                                 |
| Иван Милинковић                 | 1. Предраг Пеђа Совтић       | 2. Марјан Ђорић              | 3. Милица Милановић            |                            |                                 |
| Адил                            | 1. Бојан Петровић            |                              |                                |                            |                                 |
| Неда Украден                    | 1. Стојан Симијоновић        | 2. Немања Марковић           | 3. Ален Скопљак                | 4. Далибор Вујичић         |                                 |
| Шериф Коњевић                   | 1. Марија Чоловић            | 2. Шахбаз Бегић              |                                |                            |                                 |
| Никола Роквић                   | 1. Милица Шмизла Ранковић    | 2. Марко Шишљагић            |                                |                            |                                 |
| Тијана Дапчевић                 | 1. Авдо Шкокан               | 2. Тања Марковић             | 3. Мирослав Аврамовић          |                            |                                 |
| Џенан Лончаревић                | 1. Мими Јовановска           | 2. Сандра Милковска          | 3. Оља Гаковић                 |                            |                                 |
| Дарко Лазић                     | 1. Ајла Јахић                | 2. Николина Милосављевић     |                                |                            |                                 |
| Гоца Лазаревић                  | 1. Миодраг Ђокић             | 2. Ивана Бранковић           | 3. Мерсед Херић                |                            |                                 |
| Саша Матић                      | 1. Алмир Делић               | 2. Дарко Влајић              | 3. Марина Радосављевић Маки    | 4. Ивана Угриновић         | 5. Кристина Малићевић           |
| Саша Матић                      | 6. Филип Чавић               |                              |                                |                            |                                 |
| Пеђа Меденица                   | 1. Стефан Дебота             | 2. Катарина Милојковић Кети  | 3. Нина Бошковић               | 4. Бојан Шуша              | 5. Јована Обрадовић             |
| Пеђа Меденица                   | 6. Ћамил Џемаиловски         |                              |                                |                            |                                 |

Такмичар - Испао из такмичења

Такмичар - Отишао у бараж

## Успешност ментора
Приказ успешности ментора по оценама које су добијали њихови кандидати у емисијама. Ментори који су стални чланови жирија означени су жутом бојом.